# Вікове дерево ясена (Печерський район)
Вікове дерево ясена — ботанічна пам'ятка природи місцевого значення в Україні, розташована в Києві, у Печерському районі.  

## Опис
Дерево зростає на вулиці Івана Мазепи, 29. .  

## Охоронний статус
Пам'ятка отримала статус ботанічної пам'ятки природи місцевого значення відповідно до розпорядження КМДА від 15 січня 1999 року № 57.  

## Галерея

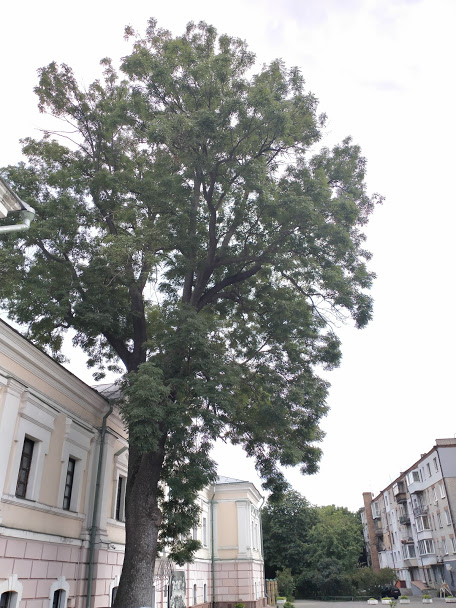
Вікове дерево ясена